# (1938) Lausanna
(1938) Lausanna (1974 HC) – planetoida z pasa głównego asteroid okrążająca Słońce w ciągu 3,35 lat w średniej odległości 2,24 j.a. Odkryta 19 kwietnia 1974 roku.